# Columba punicea
Columba punicea е вид птица от семейство Гълъбови (Columbidae). Видът е световно застрашен, със статут Уязвим.

## Разпространение
Видът е разпространен в Бангладеш, Виетнам, Индия, Камбоджа, Лаос, Малайзия, Мианмар, Тайланд и Шри Ланка.